# Polska na Halowych Mistrzostwach Europy w Lekkoatletyce 1984
Polska na Halowych Mistrzostwach Europy w Lekkoatletyce 1984 – reprezentacja Polski podczas zawodów w Göteborgu zdobyła trzy medale w tym dwa złote.

## Wyniki reprezentantów Polski

### Mężczyźni
- bieg na 200 m
  - Czesław Prądzyński odpadł w eliminacjach (dyskwalifikacja)
- bieg na 800 m
  - Piotr Piekarski zajął 6. miejsce
  - Krzysztof Prądzyński odpadł w eliminacjach
- bieg na 1500 m
  - Grzegorz Basiak zajął 5. miejsce
  - Mirosław Żerkowski odpadł w eliminacjach
- bieg na 3000 m
  - Czesław Mojżysz zajął 5. miejsce
- bieg na 60 m przez płotki
  - Romuald Giegiel zajął 1. miejsce
  - Wojciech Zawiła zajął 6. miejsce
- skok wzwyż
  - Mirosław Włodarczyk zajął 5.-6. miejsce
  - Krzysztof Krawczyk zajął 12.-15. miejsce
- skok o tyczce
  - Marian Kolasa zajął 6. miejsce
  - Mariusz Klimczyk zajął 7. miejsce
- trójskok
  - Waldemar Golanko zajął 9. miejsce
- pchnięcie kulą
  - Janusz Gassowski zajął 7. miejsce
  - Helmut Krieger zajął 8. miejsce

### Kobiety
- bieg na 200 m
  - Elżbieta Woźniak odpadła w półfinale
  - Ewa Kasprzyk nie wystartowała w półfinale (kontuzja)
- bieg na 400 m
  - Małgorzata Dunecka odpadła w półfinale
  - Elżbieta Kapusta odpadła w półfinale
- bieg na 60 m przez płotki
  - Lucyna Kałek zajęła 1. miejsce
- Skok wzwyż
  - Danuta Bułkowska zajęła 3. miejsce
  - Jolanta Komsa zajęła 7. miejsce